# Leucobryum subchlorophyllosum
Leucobryum subchlorophyllosum är en bladmossart som beskrevs av Georg Ernst Ludwig Hampe 1876. Leucobryum subchlorophyllosum ingår i släktet Leucobryum och familjen Dicranaceae. Inga underarter finns listade i Catalogue of Life.